# Ак Барс Аэро
Ак Барс Аэро (юридическое название ОАО «АК БАРС АЭРО») — бывшая региональная российская авиакомпания. Прежнее название — ОАО «Бугульминское авиапредприятие». Авиакомпания выполняла регулярные и чартерные пассажирские рейсы в регионы центральной части России и западной Сибири, в страны ближнего и дальнего зарубежья. Действовала до 2015 года. На её базе создана новая авиакомпания ЮВТ Аэро.
Штаб-квартира находилась в аэропорту города Казань, Республика Татарстан. Базировалась в аэропортах Казань, Бугульма, Бегишево. Владелец авиакомпании — многопрофильный холдинг «Связьинвестнефтехим».

## История
- 10 июля 1953 — основано Бугульминское Авиапредприятие. В этот год началось почтовое авиасообщение между аэродромом Бугульма (впоследствии ставшем аэропортом) и Казанью на самолётах Ан-2 и По-2 Казанского авиапредприятия.
- 14 июня 1957 — открываются первые пассажирские рейсы на самолетах Ли-2 и Ил-14 казанского авиапредприятия. Аэропорт Бугульма переводится на круглосуточный режим работы.
- 1957—1972 гг. — на базировку в аэропорт Бугульма ставится звено самолётов Ан-2, а через некоторое время ставшее авиаэскадрильей. Образовывается Бугульминский объединенный авиаотряд, входящий в Приволжское управление гражданской авиации СССР.
- 1972 год — Бугульминское авиапредприятие одним из первых в стране получает первый пассажирский реактивный самолёт для местных воздушных линий Як-40, способный с комфортом перевезти до 32 пассажиров на 1500 км со скоростью до 500 км/ч. Произведена реконструкция основной ВПП, расширен перрон, построен целый комплекс аэропортовых зданий, пассажирский аэровокзал, гостиница, ангар для ремонта самолетов и здание авиационно-технической базы.
- 1972—1986 гг. — открываются ежедневные регулярные рейсы Бугульма—Казань, Бугульма—Москва, Бугульма—Ленинград (Санкт-Петербург), Бугульма—Куйбышев (Самара), Бугульма—Тюмень, Бугульма—Сургут. Численность парка самолётов Як-40 доходит до 27 единиц. Таким образом, Бугульминское авиапредприятие становится одним из крупнейших в стране эксплуатантом этого типа самолёта.
- 1986—1991 гг. — начинается реконструкция аэропорта Бугульма, необходимая для приема новых, более крупных воздушных судов Ту-154 и Як-42. Для этого начинается строительство новой взлётно-посадочной полосы размером 2750×45 м параллельно основной, ведутся работы по расширению перрона и модернизации аэродромного комплекса.
- 1991—1993 гг. — в связи с тяжёлой экономической ситуацией в стране резко падает финансирование предприятия государством. Реконструкция аэропорта и строительство новой ВПП остановлены и заморожены. Резко падает количество рейсов, сокращается пассажиропоток, сокращается число работников авиапредприятия, падают экономические показатели. Предприятие становится на грань выживания.
- 1993—2005 год — образуется ОАО «Бугульминское Авиапредприятие», которое включает в себя авиакомпанию и аэропорт Бугульма c комплексом аэродромных сооружений.
- 2005—2009 гг. — ОАО «Бугульминское авиапредприятие» вошло в состав ОАО «Холдинговая компания «Ак Барс», что послужило новым импульсом для развития авиакомпании. Произведена реконструкция аэропорта Бугульма, модернизировано наземное оборудование, отремонтирован ангарный комплекс службы АТБ, реконструирован перрон, отремонтирована и удлинена на 400 м основная ВПП, все это позволило аэропорту принимать воздушные суда типа Bombardier Challenger 604 и Bombardier CRJ-200. В аэропорту Казань организовывается вертолётный филиал, в парк которого входят вертолёты Ми-8МТВ-1, Robinson R44 и Bell 407.
- В 2010 году авиакомпания сменила бренд на ОАО «АК БАРС АЭРО». В рамках программы модернизации и обновления парка воздушных судов было закуплено 7 самолётов регионального класса Bombardier CRJ-200LR с дальностью полета до 2820 км (до 3700 км при неполной загрузке), были отремонтированы и модернизированы самолёты Як-40 в вариант Як-40Д с дальностью полёта до 2300 км, что позволило авиакомпании выйти на федеральный рынок авиаперевозок и открыть новые рейсы из многих городов России. В частности появились новые рейсы из Москвы, Санкт-Петербурга, Казани, Нижнекамска, Калининграда, Челябинска, Магнитогорска, Новосибирска и других крупных городов.
- В 2011 году авиакомпания, впервые в своей истории, начала выполнять международные рейсы чартерного характера на курорты стран Западной Европы и Ближнего Востока. Появились первые регулярные международные рейсы в Баку из Нижнекамска, в Мюнхен из Казани. В то же время авиакомпания продолжает развивать региональные перевозки в центральной части России: выполняются рейсы из Бугульмы, Пензы, Йошкар-Олы и Тамбова. Развивается направление бизнес-перевозок: в парк бизнес авиации были добавлены новые воздушные суда Challenger 604, Challenger 605, Challenger 850. Для обслуживания своего парка иностранных воздушных судов CRJ-200 в аэропорту Бугульма была открыта собственная база по периодическому техническому обслуживанию сертифицированная по EASA PART-145.
- В 2013 году авиакомпания вывела из своего состава аэропорт Бугульма и преобразовала его в отдельное юридическое лицо ООО «Аэропорт Бугульма»[1].
- 25 декабря 2013 года авиакомпания выбрана консолидатором авиаперевозок в Приволжском федеральном округе на 2014—2016 годы[2].
- После крушения в аэропорту Казани самолёта Boeing 737 авиакомпании «Татарстан» часть судов переведена на баланс авиакомпании «Ак Барс Аэро»[3].
- С 1 января 2015 года с целью оптимизации расходов авиакомпания приостановила на неопределённый срок выполнение межрегиональных полётов, а с 12 января — регулярных рейсов[4]. Сертификат эксплуатанта был приостановлен Росавиацией 13 января 2015 года[5].
- 29 января 2015 года в отношении авиакомпании была введена начальная процедура банкротства — наблюдение[6].
- 16 апреля 2015 сертификат эксплуатанта аннулирован. Флот и прочее имущество переданы в новую авиакомпанию ЮВТ Аэро.

## Флот авиакомпании

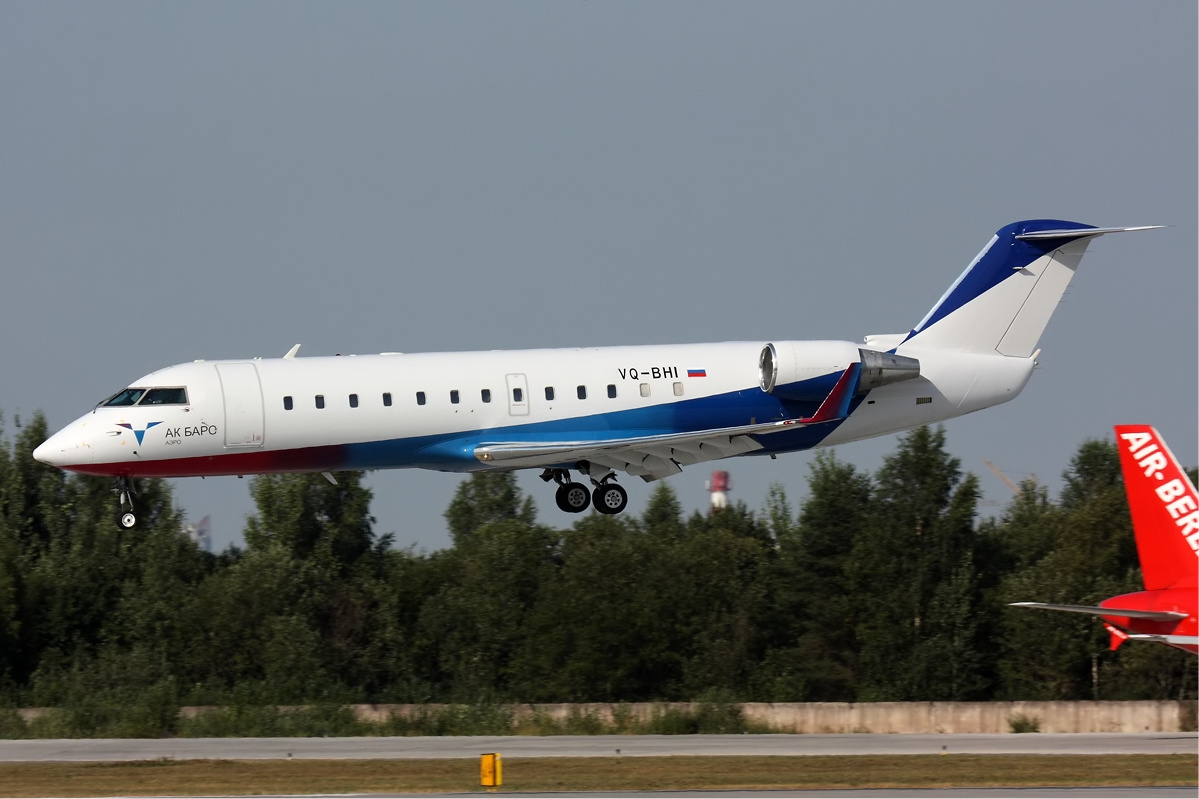
Bombardier CRJ-200LR в фирменной раскраске авиакомпании

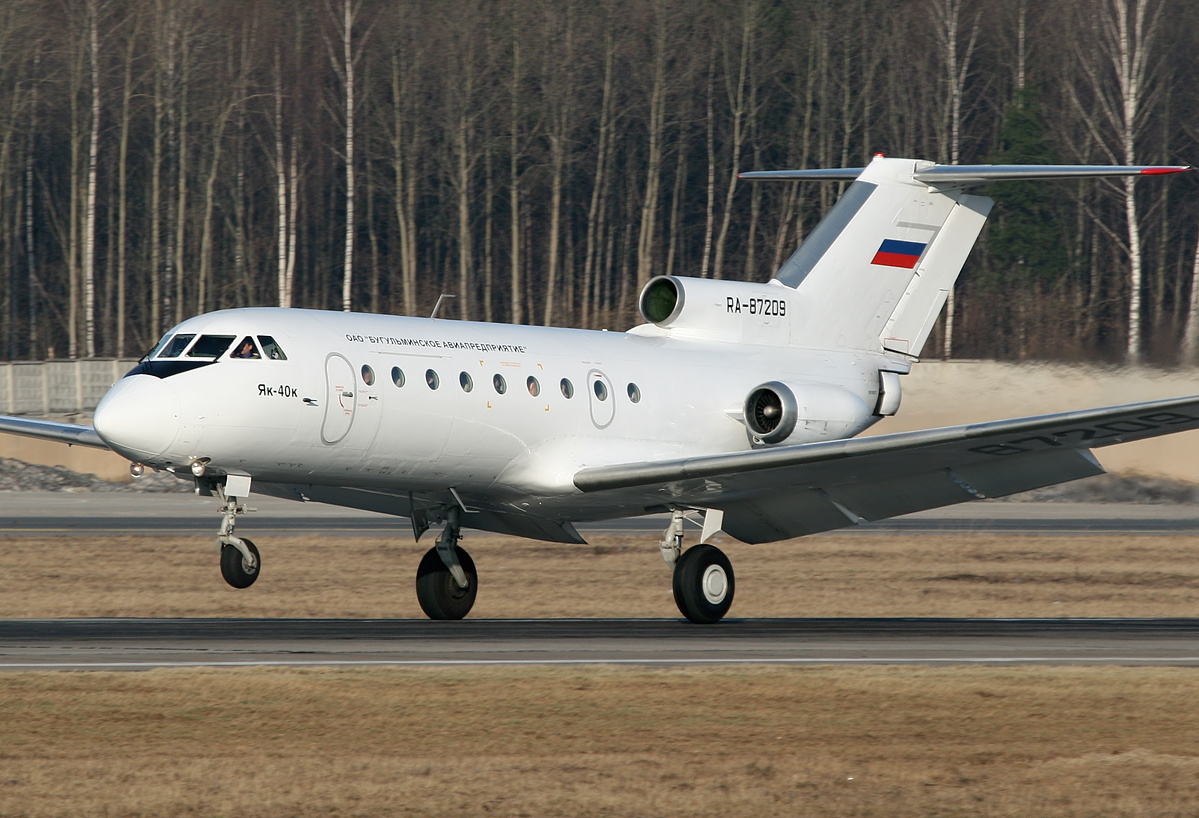
Як-40 в старой раскраске авиакомпании

По состоянию на 31 декабря 2014 года флот авиакомпании насчитывает 26 воздушных судов.
Самолёты:
- 15 x Bombardier CRJ-200LR (VQ-BHF, VQ-BHG, VQ-BHH, VQ-BHI, VQ-BHJ, VQ-BJZ, VQ-BLZ, VQ-BOP, VQ-BOM, VQ-BOQ, VQ-BOU, VQ-BOL, VQ-BOJ, VQ-BOT, VQ-BOR)
- 4 x Як-40 (RA-87447 (VIP), RA-87494 (VIP), RA-87908 (VIP), RA-87938 (VIP) на хранении в аэропорту Бугульмa).
- 2 x Ту-154 (RA-85833, RA-85799)
- 1 x Bombardier Challenger 605 (EI-TAT[7])
- 1 x Bombardier Challenger 850 (RA-67232)

Ранее во флоте также находились 10 Як-40 (RA-87849, RA-88182, RA-87588, RA-87247, RA-87517 (VIP), RA-87342 (VIP), RA-87227 (VIP), RA-87209, RA-88165, RA-87239 (Памятник в аэропорту Бугульма)) и 15 Cessna-208B/EX Grand Caravan (RA-67173, RA-67174, RA-67175, RA-67176, RA-67177, RA-67178, RA-67179, RA-67180, RA-67181, RA-67182, RA-67183, RA-67184, RA-67185, RA-67186, RA-67187).
Вертолёты:
- 1 x Robinson R44 (RA-04160)
- 1 x Bell 429 (RA-01602)
- 1 x Eurocopter EC 135 (RA-04850)

## Маршрутная сеть
С января 2015 года авиакомпания прекратила выполнение полётов. Сертификат эксплуатанта был приостановлен Росавиацией. В отношении авиакомпании введено наблюдение — начальная процедура банкротства.
До своего банкротства авиакомпания выполняла полёты по следующим направлениям.

### Регулярные рейсы
- Москва-Домодедово
- Санкт-Петербург
- Уфа
- Омск
- Калининград

### Чартерные рейсы
Франция
- Аяччо

Италия
- Верона
- Гроссето
- Пиза

Финляндия
- Куусамо
- Киттиля
- Рованиеми

Австрия
- Клагенфурт

Хорватия
- Сплит
- Риека
- Дубровник

Норвегия
- Берген

## Происшествия и инциденты
- 9 сентября 2009 г. самолёт Як-40, выполнявший рейс по маршруту Казань — Актобе, по техническим причинам совершил аварийную посадку в аэропорту Актюбинска. Самолёт на 45 метров выкатился за пределы полосы. На борту находились 8 пассажиров и 4 члена экипажа. Самолёт восстановлен.
- 7 декабря 2010 г. самолёт CRJ 200, выполнявший рейс по маршруту Бугульма — Москва (Домодедово), совершил аварийную посадку в аэропорту вылета в связи с незакрытием стойки передней опоры шасси после взлёта. На борту находились 42 пассажира и экипаж.
- 20 июля 2011 г. на самолёте CRJ-200, выполнявшем рейс по маршруту Новосибирск — Челябинск — Казань, при посадке в аэропорту Челябинска лопнуло колесо левой стойки шасси. На борту находились 47 пассажиров и экипаж. Самолёт восстановлен.
- 27 февраля 2012 г. у самолета Bombardier CRJ-200, выполнявшего рейс по маршруту Москва — Челябинск, произошло разрушение устройства пневматики на одной из стоек шасси. Экипаж сумел посадить самолёт. На борту находились 48 пассажиров и 4 члена экипажа. Самолёт удалось восстановить.
- 6 апреля 2012 года около 11:30 по московскому времени у Новошешминска с вертолётом Bell-407 с бортовым номером RA-01899 пропала связь, и сработал установленный на нём аварийный радиомаяк[8].Позже обломки вертолёта были обнаружены в районе трассы Казань — Оренбург у населённого пункта Благодатное. Пилот погиб[9].
- 23 апреля 2012 г. самолёт Як-40, выполнявший рейс по маршруту Бугульма — Сочи, вскоре после взлёта был вынужден возвратиться в аэропорт вылета в связи с отказом одного из двигателей. Совершил аварийную посадку. На борту находились 13 пассажиров и экипаж.
- 5 мая 2012 г. самолёт CRJ-200, выполнявший рейс по маршруту Санкт-Петербург — Астрахань, совершил аварийную посадку в аэропорту Воронежа. Лопнуло лобовое стекло. На борту находились 56 пассажиров и экипаж.
- 2 сентября 2012 г. самолёт Bombardier CRJ-200, выполнявший рейс по маршруту Казань — Санкт-Петербург, вскоре после взлёта был вынужден возвратиться в аэропорт вылета. В полёте лопнуло лобовое стекло кабины пилотов. Совершил аварийную посадку. На борту находились 40 пассажиров и 3 члена экипажа.[10]
- 2 декабря 2012 г. самолёт CRJ-200, выполнявший рейс по маршруту Казань — Нижнекамск, после посадки в аэропорту назначения выкатился за пределы ВПП. К счастью, на борту был только экипаж, пассажиров не было.[10]
- 23 ноября 2013 г. самолёт CRJ-200, выполнявший рейс по маршруту Нижнекамск — Новый Уренгой, при заходе на посадку в аэропорту назначения был вынужден уйти на второй круг. Не выпустилась левая стойка шасси. После выработки топлива и контрольного пролёта над ВПП самолет совершил аварийную посадку. На борту находились 6 пассажиров и экипаж.[10]
- 7 июля 2014 года в 14:50 в районе села Слобода Архангельская Новошешминского района во время перегонки на базу совершил жёсткую посадку легкий вертолет Robinson R44 RA 04288, принадлежащий авиакомпании «Ак Барс Аэро». Пилот вертолета получил тяжёлые травмы и был доставлен в больницу, воздушное судно разрушено. По версии авиакомпании, причиной инцидента стали неблагоприятные погодные условия[11][10]
- 24 июля 2014 г. самолёт CRJ-200, выполнявший рейс по маршруту Казань — Санкт-Петербург, после выработки топлива был вынужден совершить аварийную посадку в аэропорту вылета. Не убрались стойки шасси. На борту находились 45 пассажиров и экипаж[10]
- 28 ноября 2014 самолёт Cessna-208B, выполнявший рейс по маршруту Казань — Саратов, был вынужден прервать разбег. По предварительной информации, во время разбега самолёт развернуло вправо. К счастью, на борту был только экипаж, пассажиров на борту не было.[10].
- 21 декабря 2014 г. самолёт CRJ-200, выполнявший рейс по маршруту Казань — Москва, вскоре после взлёта был вынужден аварийно садиться в аэропорту вылета. Лопнуло лобовое стекло кабины пилотов. На борту находились 20 пассажиров и экипаж[10].